# 비봉초등학교 (전남)
비봉초등학교는 대한민국 전라남도 보성군 득량면 비봉리에 있었던 공립 초등학교이다.

## 연혁
- 1955년 4월 12일 득량남국민학교 비봉분교장 인가
- 1963년 7월 31일 비봉국민학교 승격
- 1987년 3월 9일 병설유치원 개원
- 1996년 3월 1일 비봉초등학교로 개칭
- 1997년 3월 1일 폐교